# (37840) Gramegna
1998 DA3 (asteroide 37840) é um asteroide da cintura principal. Possui uma excentricidade de 0.15008180 e uma inclinação de 5.35362º.
Este asteroide foi descoberto no dia 20 de fevereiro de 1998 por Osservatorio San Vittore em Bologna.